# Distretto di Bremgarten
Il distretto di Bremgarten è un distretto del Canton Argovia, in Svizzera. Confina con i distretti di Muri a sud, di Lenzburg a ovest e di Baden a nord e con il Canton Zurigo (distretti di Dietikon e di Affoltern) a est. Il capoluogo è Bremgarten.

## Comuni
Amministrativamente è diviso in 22 comuni:
- Arni
- Berikon
- Bremgarten
- Büttikon
- Dottikon
- Eggenwil
- Fischbach-Göslikon
- Hägglingen
- Islisberg
- Jonen
- Niederwil
- Oberlunkhofen
- Oberwil-Lieli
- Rudolfstetten-Friedlisberg
- Sarmenstorf
- Tägerig
- Uezwil
- Unterlunkhofen
- Villmergen
- Widen
- Wohlen
- Zufikon

### Divisioni
- 1983: Arni-Islisberg → Arni, Islisberg

### Fusioni
- 1901: Nesselnbach, Niederwil → Niederwil
- 1908: Lieli, Oberwil → Oberwil (dal 1984 Oberwil-Lieli)
- 1914: Anglikon, Wohlen → Wohlen
- 2010: Hilfikon, Villmergen → Villmergen
- 2014: Bremgarten, Hermetschwil-Staffeln → Bremgarten